# Rachepsès
Rachepsès est un vizir de l'Égypte antique sous le règne du pharaon Djedkarê Isési de la Ve dynastie. 
Il porte également les titres de « chef de la justice » et de « gouverneur de la Haute-Égypte » et exerce diverses fonctions religieuses comme celle de « prêtre de Maât » qui se rattache à sa fonction judiciaire, ou encore celle plus rare de « prêtre de Héqet ». 
Conseiller particulier du roi, il a l'insigne honneur au cours de sa carrière de recevoir une lettre personnelle du roi qu'il fait inscrire dans sa tombe.

## Sépulture
Il possède un mastaba situé au nord du complexe funéraire de Djéser parmi un groupe de tombes de la Ve dynastie dont celles de Perneb et de Rêmkoui qui lui sont contemporains.
Sa tombe comporte les scènes devenues classiques de présentation des offrandes ainsi que du défilé des domaines qui sont rattachés au culte funéraire du vizir. D'autres scènes le représente dans l'intimité de sa vie privée. On relèvera notamment celles représentant des scènes de jeu dont celui du senet tandis que d'autres personnages jouent au jeu du serpent. 
Il s'agirait là d'une des plus anciennes représentations de jeux de ce genre.
Outre la lettre personnelle de Djedkarê Isési, un décret datant du règne de Niouserrê en faveur de la tombe de Rachepsès y a également été retrouvé.
Une tête d'une statue en bois provenant de son serdab y a été découverte. Elle est aujourd'hui exposée au Musée Imhotep de Saqqarah.